# Nicole Lenz
Nicole Lenz, geboren als Nicole Marie Lenz (Cleveland, 24 januari 1980) is een Amerikaans model en actrice.
Lenz groeide op in Cleveland, Ohio en startte haar modellencarrière in haar tienerjaren. In maart 2000 was zij Playmate van de maand voor Playboy. In november 2000 sierde zij de cover van het tijdschrift W. Ze tekende een contract bij het modellenbureau Elite Model.
In 2003 speelde zij mee in haar eerste film, Confidence. Ze speelde ook nog mee in My Sister's Keeper en in videoclips van Elton John, Paul McCartney, Robbie Williams en Duran Duran.